# Apotheker ohne Grenzen
Apotheker ohne Grenzen Deutschland e.V. (AoG) ist eine unabhängige pharmazeutische und gemeinnützige Hilfsorganisation, die sich für eine nachhaltige Verbesserung von Gesundheitsstrukturen weltweit einsetzt. Der Fokus liegt sowohl auf langfristiger Entwicklungszusammenarbeit als auch auf der kurzfristigen humanitären Hilfe für Menschen in Not. Sie wurde im Jahr 2000 gegründet und hat ihren Sitz in München.

## Ursprung
Apotheker ohne Grenzen gehört zum Netzwerk der Hilfsorganisation Pharmaciens Sans Frontières, die 1985 in Frankreich gegründet wurde. Nachdem in mehreren Ländern dem Vorbild aus Frankreich gefolgt und nationale Organisationen gegründet wurden, wurde der Dachverband Pharmaciens sans frontières Comité International (PSFCI) installiert. Alle Partnerorganisationen haben sich verpflichtet, die internationale Charta der PSF-Gruppe zu respektieren, agieren aber unabhängig voneinander.

## Aufbau und Organisation
In der Geschäftsstelle in München arbeiten sieben hauptamtlich beschäftigte Mitarbeiter. Dort werden sowohl die Projekte als auch die Verwaltung und die Finanzen des Vereins koordiniert. Weiterhin unterstützen die Mitarbeiter den ehrenamtlichen Vorstand, die ehrenamtlichen Projektkoordinatoren sowie Einsatzkräfte bei ihren unterschiedlichen Aufgaben und Zielsetzungen.
Ein siebenköpfiger Vorstand leitet die Geschicke des Vereins. Das Gremium wird von der Mitgliederversammlung alle zwei Jahre neu gewählt. Die jährlich stattfindende Mitgliederversammlung gilt als oberstes beschlussfassendes Vereinsorgan. Dort werden die wesentlichen Aufgaben und Ziele des Vereins festgelegt.
Über 2.300 Mitglieder in Deutschland unterstützen die weltweite Arbeit von AoG. Die meisten Mitglieder sind Apotheker und PTA. Sie arbeiten in öffentlichen Apotheken, Krankenhäusern oder in der Industrie. Ein Großteil der Vereinsarbeit wird auch von ehrenamtlichen Mitgliedern getragen, die momentan in 13 verschiedenen Regionalgruppen organisiert sind und mehrmals im Jahr Infoveranstaltungen, Vorträge und Charityevents organisieren.
Um die vielfältigen Aufgaben bewältigen zu können, arbeitet Apotheker ohne Grenzen mit zahlreichen Partnerorganisationen im In- und Ausland zusammen.

## Ziele
Ziel aller Aktivitäten ist die Verbesserung der Gesundheitsversorgung im Globalen Süden und in Deutschland. Die Schwerpunkte ihrer Arbeit sind:

### Arzneimittel
Es werden Arzneimitteln geprüfter Qualität entsprechend den Richtlinien der Weltgesundheitsorganisation zu essenziellen Arzneimitteln (Essential Drug List) vom Verband zur Verfügung gestellt.

### Schulungen (Aus- und Weiterbildung)
In den Projektländern fördert AoG die Ausbildung pharmazeutischen Personals und organisiert Schulungen, beispielsweise zu Hygiene oder zur Organisation eines Medikamentenlagers. In Deutschland führt AoG regelmäßige Schulungen für interessierte Mitglieder durch, in denen potenzielle Einsatzkräfte in die Grundlagen der humanitären Arbeit für Pharmazeuten eingeführt werden. Außerdem führt AoG pharmazeutische Schulungen für Partnerorganisationen durch.

### Öffentlichkeitsarbeit/Aufklärung
Der Verband engagiert sich gegen Arzneimittelfälschungen (z. B. im Projekt IMPACT der WHO) und informiert über eine gute Arzneimittelspendenpraxis.

## Leitsätze
AoG
- ist den Grundsätzen des Verhaltenskodex der Humanitären Hilfe verpflichtet und hilft unabhängig von Religion, Hautfarbe und Nationalität.
- klärt über Missstände auf und setzt sich für das Recht auf Gesundheit ein.
- legt Rechenschaft ab gegenüber Empfängern, Spendern und Öffentlichkeit.
- hält internationale Standards ein und trägt zu deren Weiterentwicklung bei.
- arbeitet mit qualifiziertem Personal und stellt dessen Aus- und Weiterbildung sicher.
- wird getragen vom ehrenamtlichen Engagement seiner Mitglieder.
- arbeitet auf allen Ebenen partnerschaftlich.
- handelt bedarfsgerecht, pragmatisch und wirkungsorientiert.

## Chronik
Im Jahr 2000 gründeten 37 Apotheker den Verein. Den Impuls zur Vereinsgründung gab der in Mexiko tätige deutsche Apotheker Thomas Scior.
2001 betreuten die AoG die Hilfsapotheke im Kloster Barticesti in Rumänien. Bald darauf wurden die nächsten Projekte ins Leben gerufen: Patientenversorgung in Mexiko, Bau eines Gesundheitszentrums in Argentinien sowie Einkauf von Arzneimitteln für Tansania. Bei allen handelt es sich um langfristige Projekte, deren Intention die Verbesserung von Strukturen in der Gesundheitsversorgung ist.
Der erste Notfalleinsatz galt den Opfern des Erdbebens in Indien 2001. Nach dem Tsunami im Dezember 2004 wechselten sich zahlreiche Teams mit ehrenamtlich arbeitenden Pharmazeuten an den Küsten Sri Lankas ab. Maßnahmen zum Wiederaufbau der zerstörten Infrastruktur des Landes folgten.
Pharmazeutisches Knowhow ist nicht nur für die Versorgung der Patienten mit Medikamenten gefragt, sondern auch für die Entsorgung von Arzneimittelspendenmüll.
2006 mussten beispielsweise nach dem Erdbeben in Indonesien 50 Tonnen unbrauchbare Medikamente fachgerecht entsorgt werden; 2008 wurden in Myanmar bereits abgelaufene Arzneimittel entsorgt.
Notfalleinsätze fanden unter anderem in Haiti (2008, 2010), Kenia (2008, 2011), Pakistan (2005) und Sri Lanka (2004) statt.

## Notfalleinsätze seit 2012

### Balkan (Hochwasser)
Im Mai 2014 wurden die Menschen in Bosnien-Herzegowina, Kroatien und Serbien von einem verheerenden Hochwasser getroffen: Ganze Landstriche standen für Wochen unter Wasser und die Aufräum- und -bauarbeiten stellten die staatlichen Stellen und Hilfsorganisationen vor große Herausforderungen.
Die Apotheker ohne Grenzen entsandten geschulte Einsatzkräfte, um vor Ort den pharmazeutischen Bedarf zu erkunden und Hilfsmaßnahmen in die Wege zu leiten. In Bosnien-Herzegowina wurde das Krankenhaus in Odžak mit einer Lieferung an essenziellen Arzneimitteln, die in Sarajewo beschafft worden waren, unterstützt.
In Serbien unterstützte der Verein die Krankenhäuser in den von Hochwasser betroffenen Orten Obrenovac, Paracin, Kupanj, Lazarevac, Smederevska Palanka und Veliki Crljani mit Schmerz- und Desinfektionsmitteln. Die Medikamente wurden bei einem lokalen Großhändler über die staatliche Zentralapotheke in Belgrad beschafft und an die Krankenhäuser geliefert.
In beiden Ländern konnte der Verein auf lokale Kooperationen zurückgreifen. In Belgrad arbeitete AoG eng mit serbischen Apothekern zusammen, die bei der Organisation und dem Monitoring der Maßnahmen unterstützten. Pläne zur Gründung eines serbischen Vereins der Apotheker ohne Grenzen wurden hierbei weiter vorangetrieben. In Bosnien-Herzegowina und Serbien erhielt AoG Unterstützung durch die lokalen Büros von Help Deutschland e.V., der seit Mitte der 90er Jahre in Bosnien-Herzegowina, Montenegro und Serbien tätig ist. Aufgrund der langen Präsenz und der guten Vernetzungen innerhalb der lokalen Strukturen konnte Help e.V. sofortige Nothilfe nach dem Hochwasser leisten und auch die Koordination mit anderen Hilfsorganisationen maßgeblich unterstützen.

### Liberia (Ebola)
Gemeinsam mit dem Medikamentenhilfswerk Action medeor haben die AoG 2014 wichtige Hilfsmittel wie Schutzanzüge, Brillen, Atemmasken, Überschuhe, Thermometer und auch Medikamente in die Gerlib Clinic in der liberianischen Hauptstadt Monrovia geschickt, um gegen die sich rasch ausbreitende Ebola-Epidemie zu helfen.
Das gesamte Gesundheitssystem Liberias droht unter der Last der Ebola zusammenzubrechen. Viele Krankenhäuser und Gesundheitseinrichtungen im Land mussten geschlossen werden oder sind völlig überlastet, Schwangere und Menschen mit vor Ort häufig vorkommenden Krankheiten wie Malaria finden kaum Hilfe. Die Gerlib Clinic konnte inzwischen ihren regulären Betrieb wieder aufnehmen.

### Philippinen (Taifun Haiyan)
Anfang November 2013 verwüstete der Taifun Haiyan große Teile der Philippinen. Nachdem die philippinische Regierung einen internationalen Hilfeaufruf erlassen hatte, entschieden sich AoG und die bayerische Hilfsorganisation Navis e. V. im November 2014 für einen gemeinsamen Einsatz. Nachdem das Fact Finding Team die Lage vor Ort sondiert und einen Einsatzort gefunden hatte, wurde mit dem ersten Team Medikamente, darunter ein von AoG beschafftes Interagency Emergency Health Kit und eine Trinkwasseraufbereitungsanlage in den Einsatz entsandt. Das Team baute eine ambulante Klinik auf, um die Basisgesundheitsversorgung der Bevölkerung zu sichern und Verletzungen, die durch den Sturm und die Aufräumarbeiten ergeben haben, zu behandeln. Zusätzlich versorgte ein Team aus Navis-Ärzten und einem AoG-Apotheker Patienten in abgelegenen Gebieten mit einer mobilen Klinik. Neben der gesundheitlichen Versorgung stellten die Einsatzteams der Bevölkerung Trinkwasser zur Verfügung, führten Reparaturen an der Kirche durch, entrümpelten die Schule, gaben ihr wieder ein provisorisches Dach und halfen an vielen Ecken, die Infrastruktur wieder aufzubauen.
Darüber hinaus begann der Verein im November 2014 mit den German Doctors eine neue Kooperation auf den Philippinen. Apotheker ohne Grenzen unterstützen die German Doctors, die sich bereits seit 1983 in mehreren Projekten im Land bei der Optimierung ihres Lagermanagements und der Arzneimittelbeschaffung engagieren.

### Deutschland (Flüchtlingshilfe)
Viele Flüchtlinge benötigen eine schnelle Gesundheitsversorgung, doch vor allem bei den noch nicht-registrierten Flüchtlingen fehlte eine schnelle Übernahme der medizinischen und pharmazeutischen Kosten. Ab September 2015 dockt AoG deshalb Apotheker an die ehrenamtlich arbeitenden Gesundheitsteams in den Erstaufnahmeeinrichtungen an, vor allem in Berlin und Rostock. Die ehrenamtlich tätigen Apotheker kümmern sich u. a. um die Arzneimittelbeschaffung, -beratung und -logistik, das Erstellen von Basisarzneimittel-Listen und die Information zu korrekten Arzneimittelspenden unter Einhaltung der geltenden Gesetze.
Deutschlandweit haben bis zu 20 AoG-Kollegen und 5 Mitarbeiter der AoG-Geschäftsstelle in der Flüchtlingshilfe mitgearbeitet. Allein in Berlin waren 14 Kollegen ad honorem in bis zu 20 Notunterkünften aktiv.
Bis März 2015 wurden von AoG Arzneimittelspenden im Wert von rund 60.000 € (Verkaufspreis der Apotheke, da rezeptpflichtige Arzneimittel preisgebunden sind) finanziert oder über gezielte Medikamentenspenden aus der Industrie organisiert.

## Langfristige Projekte

### Argentinien

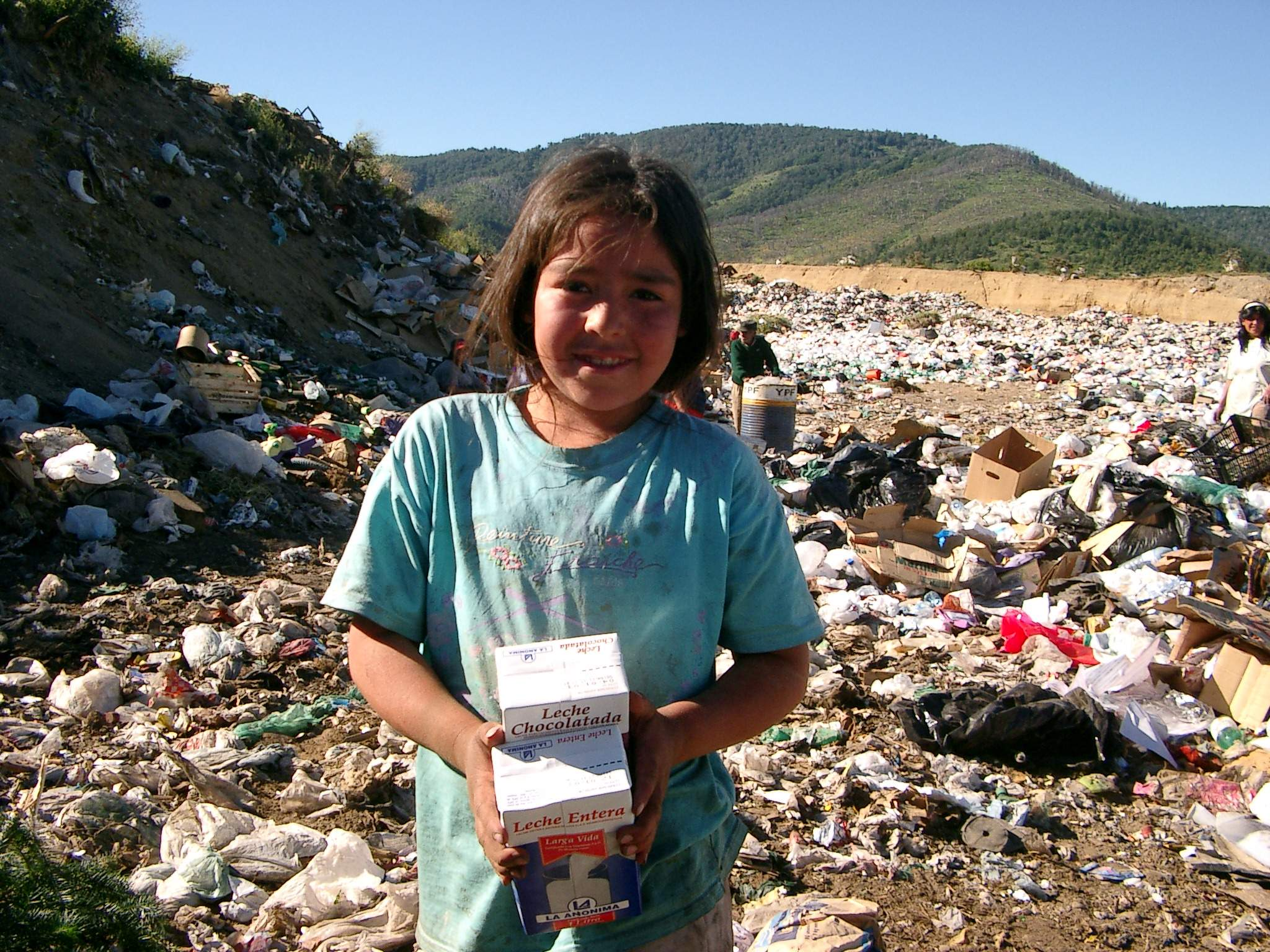
„Cartoneros“ in Argentinien

Die Organisation wurde 2002 als Folge der Wirtschaftskrise in Argentinien aktiv: In verschiedenen Slums stehen die Versorgung mit Arzneimitteln, der Bau funktionsfähiger Apotheken in Gesundheitszentren in Elendsvierteln, umfangreiche Renovierungsarbeiten der Gesundheitszentren, Zahnhygieneprojekte für Kinder, Detektion und Behandlung der Chagas-Krankheit, sowie Präventionsarbeit, Schulungen und Ausbildung im Gesundheitsbereich auf dem Programm.
Die Wirtschaftskrise von 2002 hat Argentinien radikal verändert. Viele Bürger der Mittelschicht fanden sich plötzlich ohne Erspartes und ohne Arbeit wieder. Die wirtschaftliche Erholung der darauf folgenden Jahre erreichte die ärmeren Schichten nicht: Die Slums wachsen seit Jahren.
Das öffentliche Gesundheitssystem der Provinz Buenos Aires hat massive Schwierigkeiten: Ende Februar 2008 wurde es vom damaligen Gouverneur als „administrativer Notfall“ eingestuft. In den öffentlichen Krankenhäusern und in den Gesundheitszentren der Armenviertel fehlen seit Jahren Fachpersonal, Arzneimittel und Ausrüstung.
Im Distrikt „General San Martin“ in der Provinz Buenos Aires leben mehr als 100.000 Menschen in Slums. Fast die Hälfte der Bevölkerung hat nicht mehr als sieben Jahre die Schule besucht und damit Schwierigkeiten auf dem Arbeitsmarkt. Mehr als zwei Drittel haben keine Krankenversicherung. Trinkwasseranschlüsse sind improvisiert. Probleme mit der Abwasser- und Müllentsorgung sind an der Tagesordnung. Drogenhandel und Beschaffungskriminalität haben die Slums und den Distrikt unsicher gemacht.
Seit 2008 unterstützen die AoG das Gesundheitszentrum Nr. 16 in Villa Zagala im Bezirk San Martín mit Arzneimitteln und einem ehrenamtlichen Team von sieben Apothekerinnen. Seit 2010 wurden Programme für chronisch Kranke aufgebaut, weil die Kosten ihrer Medikamente bzw. die Folgeschäden bei Nicht-Behandlung die Familien sehr stark belasten. Da viele Einwohner aus dem Norden des Landes zugezogen sind, wo in einigen Gegenden bis zu 50 % der Menschen Chagas-positiv sind, wurde ab 2011 der Test und die Behandlung der Chagas-Infektion angeboten. Ab 2012 bauten die AoG die Projektkomponente zur Zahngesundheit stark aus, da schon Kleinkinder aufgrund der zuckerreichen Ernährung zerstörte Milchzähne haben. Dafür erhielten sie eine Förderung der Stiftung Hilfswerk Deutscher Zahnärzte.
Die Arbeit der AoG wurde mehrfach anerkannt, zum Beispiel das Zahnhygieneprojekt des Gesundheitszentrums Nr. 16 auf dem argentinischen Nationalkongress der Allgemeinärzte als „beste interdisziplinäre Arbeit“ ausgezeichnet (2009), im Jahr 2011 erhielt eine Arbeit, in der die Arzneimittelabgabe in Slums ohne bzw. mit Apotheker über 12 Monate verglichen wurde, auf dem Argentinischen Apothekerkongress den 1. Preis und 2015 wurden Ergebnisse der Arbeit der Apotheker ohne Grenzen in Slums von Buenos Aires auf dem World Congress of Pharmacy in Düsseldorf vorgestellt.

### Demokratische Republik Kongo
Die Demokratische Republik Kongo in Zentralafrika ist eines der ärmsten Länder der Welt. Korruption und Konflikte zwischen den vielen verschiedenen Volksstämmen, daraus resultierende Unzufriedenheit und extreme Armut führen bürgerkriegsähnlichen Zuständen, die bereits knapp 20 Jahre andauern.
Seit 15 Jahren betreiben die Johanniter in Goma, der Hauptstadt der Provinz Nord-Kivu, eine Niederlassung. Von dort werden je nach Projekt 8–15 Gesundheitszentren und Krankenhäuser in zum Teil mehrere Autostunden entfernten Dörfern mit den wichtigsten Medikamenten, medizinischen Geräten und Verbandstoffen versorgt. Die dafür verantwortlichen Krankenpfleger und Ärzte werden mit Hilfe von Schulungen, aber auch finanziell unterstützt.
Der Auftrag, mit dem die Geschäftsstelle der Johanniter in Berlin im Sommer 2015 an die Apotheker ohne Grenzen herangetreten ist, betrifft die Erfassung der bestehenden Prozesse und Dokumentationen in der Arzneimittellogistik im Medikamenten-Hauptlager der Zentralapotheke in Goma und einigen ausgewählten Gesundheitseinrichtungen. Zusätzlich berät AoG, welche Wirkstoffe in welcher Dosierung und Darreichungsform wie oft gegen bestimmte Krankheiten benötigt werden. Des Weiteren evaluiert AoG den Schulungsbedarf der Mitarbeiter in der Apotheke in Goma, des Personals der Gesundheitsstationen und der Krankenhäuser.
AoG bewertet die Arzneimittellieferanten hinsichtlich der Qualität der Medikamente und Lieferfähigkeit; ggf. müssen Alternativen gesucht werden.
Zur Vereinfachung/Kostenoptimierung der Prozesse, der Kommunikation und des Einkaufs in der Zentrallager-Apotheke führt AoG eine Warenwirtschaftssoftware ein.
Die deutschen AoG-Apotheker arbeiten eng mit den lokalen Kollegen in Goma eng zusammen, so dass ein gegenseitiges Verständnis für Strukturen und Arbeitsabläufe entsteht. Veränderungen werden so in gegenseitigem Einvernehmen vorgenommen und die individuellen Bedürfnisse und Gegebenheiten des Landes bedacht und miteinbezogen.
Ziel ist eine wirtschaftliche, effektive und gut dokumentierte pharmazeutische Versorgung der armen Bevölkerung.

### Deutschland
Seit 2013 unterstützt die Organisation den Verein „Armut und Gesundheit in Deutschland e. V.“ und die medizinischen Ambulanzen des Wohnungslosenarztes Gerhard Trabert auf der Zitadelle Mainz und in einem Arztmobil. Mehrere Fachärzte verschiedener Disziplinen versorgen dort ehrenamtlich wohnungslose und allgemein hilfsbedürftige Menschen in Zusammenarbeit mit anderen Einrichtungen des Gesundheitswesens, den Krankenkassen, der Arbeitsverwaltung und Institutionen der Politik. Seit dem Ende des Jahres 2015 werden auch Aufnahmeeinrichtungen für Flüchtlinge betreut.
Der Verein beraten das Ärzte- und Schwestern-Team bei der Auswahl und dem rechtskonformen Bezug der benötigten Arzneimittel. Für die relevanten Indikationsgebiete hat AoG einvernehmlich den Bedarf definiert und übersichtliche patientenorientierte Arzneimittelempfehlungen erarbeitet. Auch bei der Lagerung und Überwachung von Arzneimitteln geben Apotheker ohne Grenzen kontinuierlich Hilfestellung.
Für diese Aufgaben hat sich im Rhein-Main-Gebiet ein kleines Projektteam gebildet, das kollegial mit dem Ärzteteam organisatorisch und fachlich die Arzneimittelversorgung der Ambulanzen plant und begleitet.

### Haiti
Die Organisation engagierte sich mit Hilfsprojekten zwischen 2008 und 2013 in Haiti. Der Fokus aller Bemühungen lag darin, den Bedürftigsten einen Zugang zu einer medizinischen Grundversorgung und essenziellen Arzneimitteln zu ermöglichen. Nach Nothilfeeinsätzen 2008 (Hurrikan) und 2010 (Erdbeben) sowie einer Cholera-Intervention (2010–2011) engagierte sich AoG mittelfristig im Ausbau eines Gesundheitszentrums in der Stadt Léogâne, südwestlich der Hauptstadt Port-au-Prince.

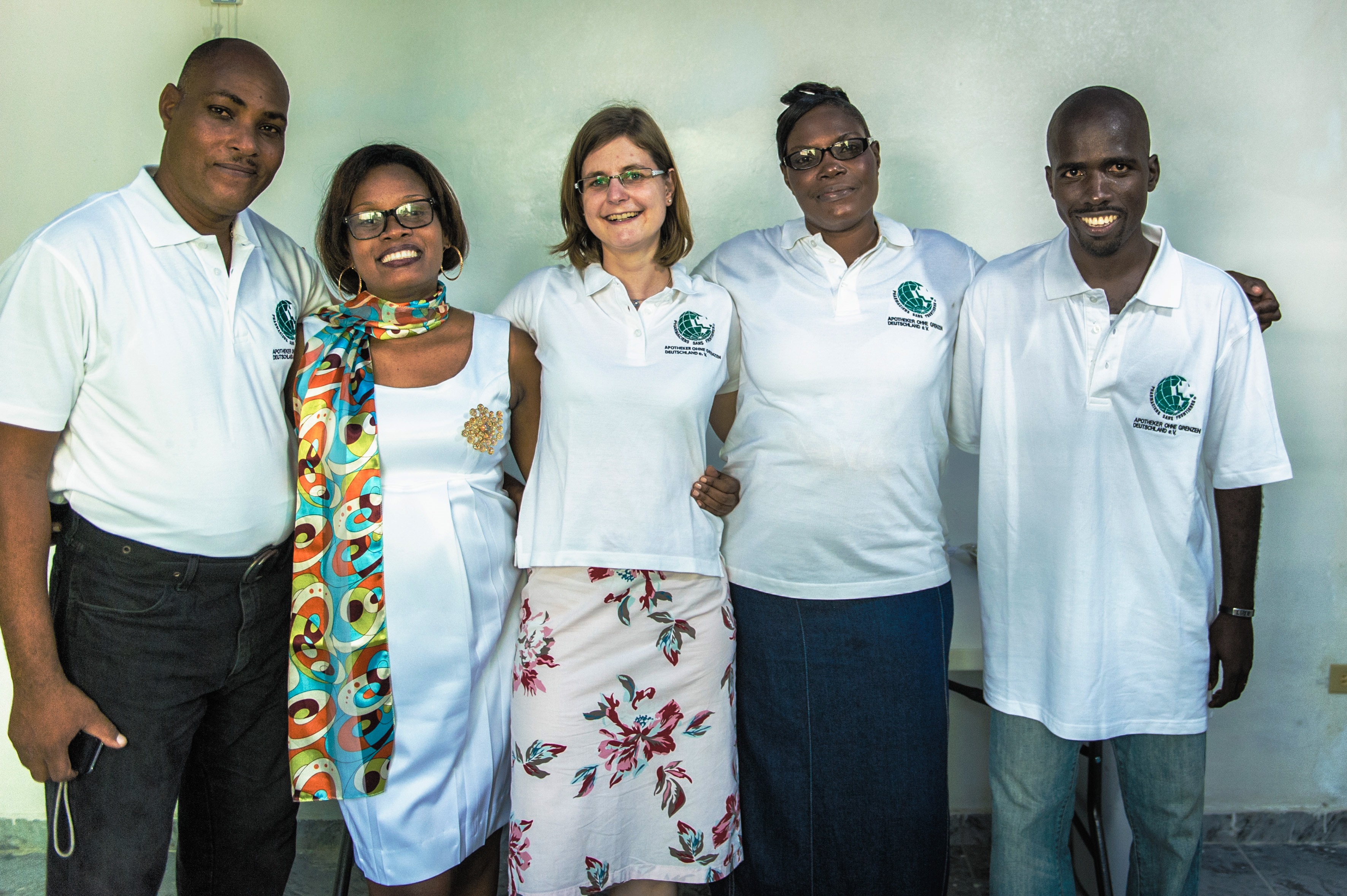
AoG-Team in Haiti

Im Gesundheitszentrum Maria Jean von Léogâne und der integrierten Apotheke waren mehrmals im Jahr AoG Mitarbeiter vor Ort, schulten die lokalen Mitarbeiter und halfen die Medikamentenlagerung, -bestellung und auch die Patientenbetreuung noch weiter zu verbessern. Neben den Personalkosten beteiligte sich der Verein auch an den allgemeinen Betriebskosten des Zentrums, in dem jährlich etwa 17.500 Patienten versorgt werden und finanzierten den Einkauf der notwendigen Arzneimittel über Action medeor in Deutschland und lokal in Haiti.
Im Februar 2013 wurde der Neubau des Gesundheitszentrums eingeweiht und bis Jahresende in einheimische Hände übergeben. Auch in der neuen Apotheke übernahm eine von AoG bezahlte und geschulte haitianische Pharmazeutin die Leitung.
Haiti ist ein gutes Beispiel dafür, wie sich ein Nothilfeeinsatz in langfristiges Engagement wandeln kann. Aus einem humanitären Einsatz direkt nach dem verheerenden Erdbeben wurde ein Wiederaufbauprojekt mit dem Ziel, die Gesundheitsversorgung der Bevölkerung nachhaltig zu verbessern.

### Mexiko
Auch in Mexiko legt die Organisation großen Wert auf die Betreuung und Weiterbildung von lokalen Gesundheitsbeauftragten. In mehreren Regionen werden halbjährlich Schulungen durchgeführt und die sogenannten „Promotores de Salud“ mit essentiellen Basismedikamenten ausgerüstet, um die indigene Bevölkerung angemessen versorgen zu können.
Die abgeschiedene Lage vieler indigener Gemeinden in den Bergen zieht zahlreiche Hindernisse für die Gesundheitsversorgung nach sich: Transportwege und Straßen sind in einem schlechten Zustand; manche Orte sind nur zu Fuß erreichbar. Die Kommunikation ist schwierig, das Telefonnetz instabil. Die Bodenerosion beschränkt den Anbau von Mais, Bohnen und Paprika auf den Eigenbedarf der Menschen. Die Arbeitslosigkeit ist hoch. Politisch werden die Gemeinden in den Bergen vernachlässigt.
Ein Großteil der indigenen Bevölkerung lebt in ärmsten Verhältnissen: Medikamente und medizinische Betreuung können sich diese Menschen nicht leisten, die staatliche Versorgung in den ländlichen Gebieten ist unzureichend.
Im Herbst 2013 hatten verheerende Wirbelstürme in Mexiko die Küsten- und Bergregion insbesondere im Bundesstaat Guerrero, das Projektgebiet der AoG, schwer getroffen. Allein in den 15 von AoG und seinem Kooperationspartner Justicia y Amor betreuten Gemeinden in der Bergregion zwischen Tlapa und Ayutla de los Libres waren die Hütten von mehr als 200 Familien von den Fluten und Schlammlawinen komplett zerstört worden. Ein Team der beiden Organisationen brachte notwendige Hilfsgüter in die Gemeinden.
Im Jahr 2014 konnten die Gruppenschulungen der Promotores de Salud zu Themen wie der Herstellung von pflanzlichen Arzneimitteln aus Heilpflanzen der Region und auch die individuellen Schulungen einzelner Promotores zu Basisdiagnostik und essenziellen Arzneimitteln fortgeführt werden, um vor allem die neueren Promotores in ihrer Arbeit zu unterstützen. Mit insgesamt drei Schulungen zu Themen wie Erste Hilfe, Zahnhygiene und Infektionen war das durch AoG unterstützte Programm im Jahr 2015 recht ausführlich. Neben dem zentralen Projektelement der Schulungen wurden erneut auch Basisarzneimittel an 15 Gemeinden im Bundesstaat Guerrero sowie je eine Gemeinde in Oaxaca und Puebla geliefert. Ebenfalls 2015 wurde die Zusammenarbeit mit mexikanischen Pharmaziestudenten der Universität Puebla für die gemeinsame Stärkung der Rolle der Pharmazie in der humanitären Hilfe in Mexiko intensiviert.

### Moldau
Es fehlten einige materielle Ressourcen wie z. B. Medikamente, medizinische Geräte und Hilfsmittel.
Bereits seit 2003 engagierte sich der Verein in diesem – zu den ärmsten Ländern Europas gehörenden – Land. In enger Kooperation mit der moldawischen NRO Ajutor Copiilor (Hilfe für Kinder) wurden zahlreiche Projekte realisiert, die insbesondere der besseren medizinischen Versorgung von Kindern dienten. Unterstützt wurde der Verein dabei durch die französische NRO Pediatres du Monde.
Entbindungsstationen im ganzen Land wurden mit medizinischen Geräten sowie dem Vitamin K versorgt. Alle Kinderstationen des Landes wurden ebenfalls mit Geräten für die Basisversorgung (darunter Infusionspumpen, Absaugvorrichtungen, Babywaagen und Kathetermaterial) unterstützt. Alle an Diabetes erkrankten Kinder erhielten in einem Pilotprojekt über mehrere Jahre Glukosemessstreifen für die Eigenkontrolle. Die Augenklinik des Kinderkrankenhauses in der Hauptstadt erhielt viele Jahre Spezialmedikamente. Auch die moldawische NRO „Caritas“ erhielt über mehrere Jahre Medikamente für besonders Bedürftige.
Auf drei Frühgeborenenstationen in Chisinau wurden die hygienischen Verhältnisse durch gezieltes Training des medizinischen Personals, Anschaffung von Desinfektionsmittel und Papierhandtüchern sowie den dazugehörigen Behältern und Halterungen wesentlich verbessert und damit die Reinfektionsrate der Frühgeborenen verringert. In Zusammenarbeit mit der Pharmazeutischen Fakultät der Universität Chisinau wurde in einem Pilotprojekt die Entwicklung eines landeseigenen Desinfektionsmittels unterstützt. Für dieses Projekt sowie für die Ausbildung der Studenten wurden wichtige Geräte angeschafft.
Neben der Pharmazeutischen Fakultät wurde auch eine PTA-Schule in Chisinau mit Lehrmaterial, Geräten und Chemikalien versorgt, um die Ausbildung der PTA-Schüler zu verbessern.

### Nepal

#### Gesundheitsposten in Baglung
Das Projektgebiet liegt im Baglung- und Parbat-Distrikt, etwa 300 km westlich von Kathmandu in einer Mittelgebirgsregion. Im Baglung-Distrikt leben etwa 270.000 Menschen, im Parbat-Distrikt zirka 150.000. Ihre Lebenssituation ist durch große Armut und Entbehrungen geprägt. Die Health Worker in den Gesundheitsposten (Health Posts) sind häufig nur unzureichend ausgebildet. Die hygienischen Bedingungen und die Lagerhaltung der Medikamente liegen weit unter internationalen Standards.
Die Organisation begann 2009 seine Projektarbeit im Baglung-Distrikt mit der Evaluierung und anschließenden Ausstattung der Health Posts mit den notwendigsten Hilfsmitteln, wie einer Trage, Behandlungsstühlen oder auch Autoklaven, sowie Mobiliar für die sachgerechte Lagerung der Arzneimittel. Der Verein arbeitet mit der lokalen Partnerorganisation SWAN (Social Welfare Association of Nepal) zusammen.
Um das Gesundheitsbewusstsein der Bevölkerung im Baglung-Distrikt zu steigern, führte der Verein, teilweise gemeinsam mit der Organisation Sankalpa Foundation, die von nepalesischen Apothekern gegründet wurde, Schulungen für die Health Worker der Gesundheitsposten, sowie für Frauengruppen und ausgewählte Interessenverbände durch. Schulungsthemen waren Hygiene, Arzneimittellagerung, Health Awareness, fachgerechte Entsorgung von Arzneimitteln sowie „Good Dispensing Practice“. Vor Ort kümmert sich ein nepalesischer Projektmanager um die einzelnen Projekte und steht in ständigem Kontakt mit den deutschen Projektkoordinatoren.
Im Jahr 2013 hat die Organisation mit der Sankalpa Foundation das gemeinsame Projekt „Sankalpa Chronic Care Clinic Project on Hypertension, Diabetes and Asthma“ zur verbesserten Aufklärung und Betreuung chronisch Kranker in der Großstadt Pokhara abgeschlossen. Bei diesem Projekt wurden 90 Patienten mit Bluthochdruck, Diabetes mellitus und Asthma bronchiale zehn Monate lang intensiv pharmazeutisch betreut. Das Team bestand aus zwei nepalesischen Apothekern, einer Krankenschwester, zwei Ärzten und einem Medical Assistant.

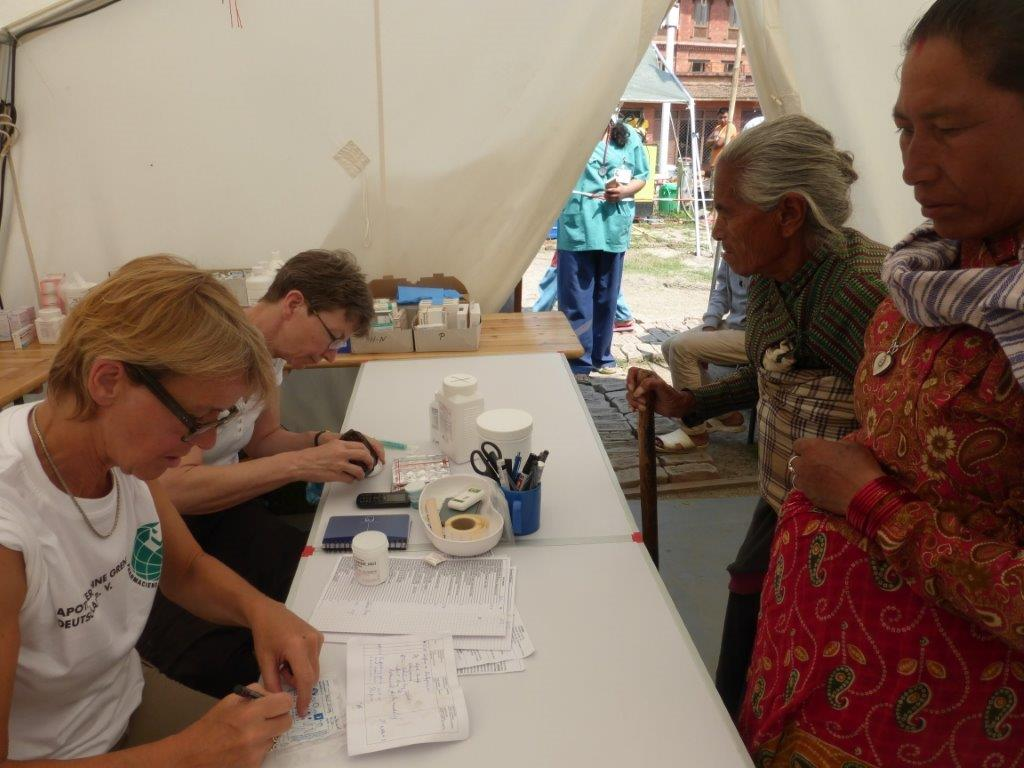
Mobiler Gesundheitsposten

Im Jahr 2014 fand unter der Federführung von SWAN ein „Health Camp“ im Baglung-Distrikt statt. Dabei wurden innerhalb von drei Tagen etwa 1.300 Menschen von verschiedenen nepalesischen Ärzten diverser Fachgebiete untersucht und behandelt. Anschließend wurden sie in der „Camp Apotheke“, in der auch zwei Mitglieder von Apotheker ohne Grenzen mitarbeiteten, mit den notwendigen Arzneimitteln versorgt.
Im April 2015 erschütterte ein großes Erdbeben den Staat. Die Organisation bot neben anderen Hilfsorganisationen Hilfe vor Ort. In Bhaktapur, östlich von Kathmandu gelegen, errichtete der Verein gemeinsam mit der Organisation NAVIS eine Notfall-Klinik und Apotheke und versorgte täglich Dutzende verletzte und traumatisierte Menschen.
2016 begann das bislang größte Projekt, das in den beiden Distrikten Baglung und Parbat umgesetzt wird und in Zusammenarbeit mit dem Ministry of Health and Population entwickelt wurde. Beim STP-Programm (englisch Standard Treatment Protocol) geht es darum, gezielte Diagnosen zu stellen und standardisierte Behandlungen mit der entsprechenden Medikation bei den entsprechenden Erkrankungen einzusetzen. Die Arzneimittel entstammen der Essential Drug List der WHO. Damit soll vermieden werden, dass Patienten falsche und zu viele Arzneimittel verordnet bekommen. Mit dem STP-Programm wird die Behandlung und Arzneimittelversorgung von mehr als 400.000 Menschen verbessert.

#### Wiederaufbau von 8 Gesundheitsposten in Gorkha und Sindhupalchoknach dem Erdbeben vom 25. April 2015

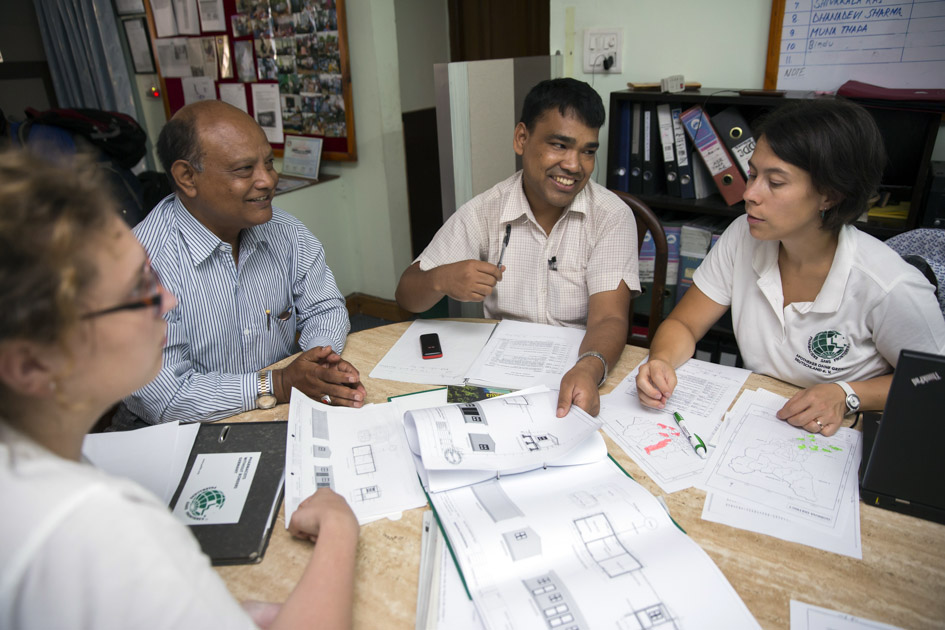
Planungsphase

Nach den verheerenden Erdbeben vom April und Mai 2015 in Nepal unterstützte AoG den Wiederaufbau vor Ort, was durch Spendengelder unterstützt wurde.

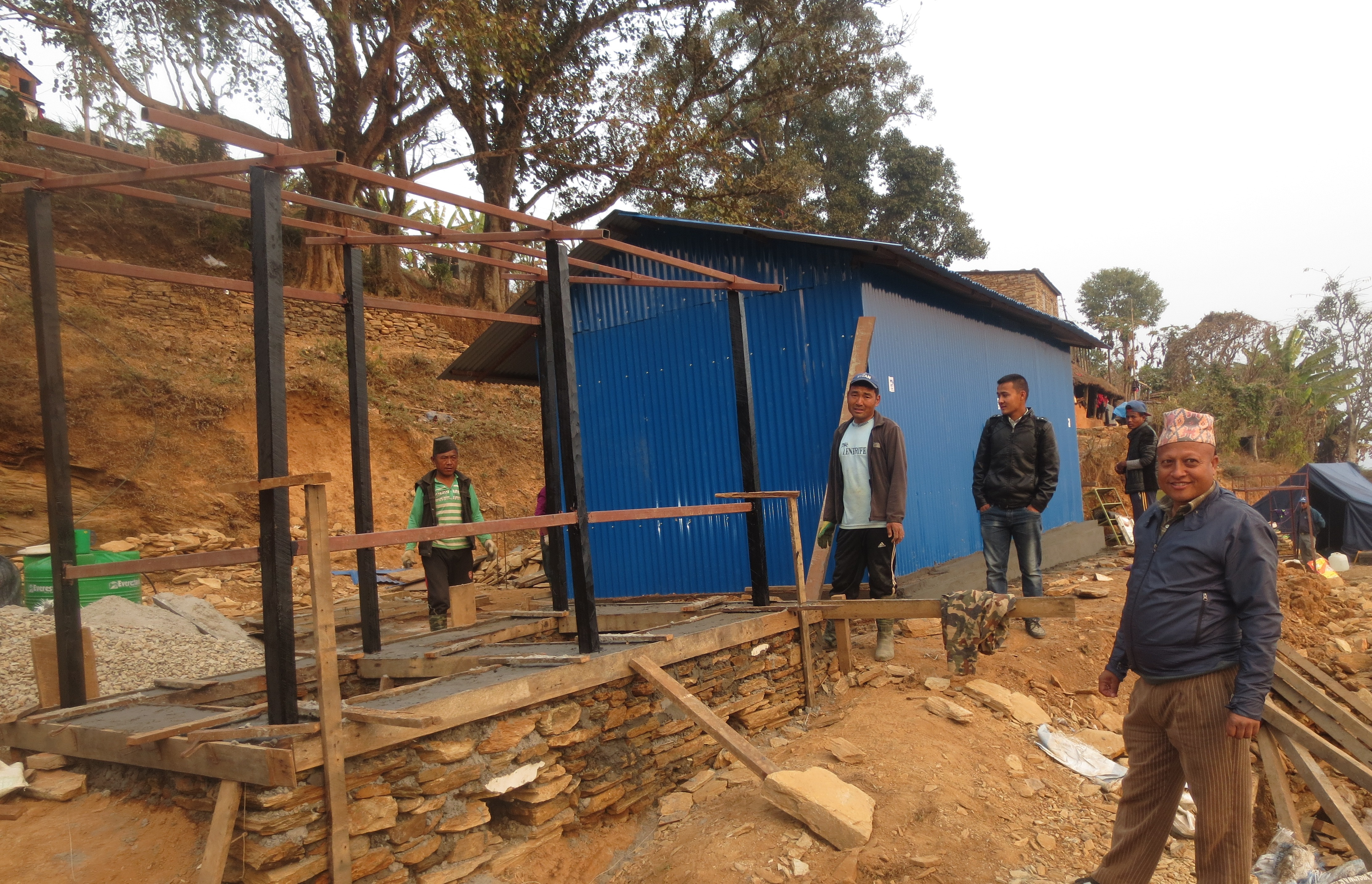
Bau der Gesundheitsposten in Borlang, Ghorka

Im Juli 2015 wurde nach Vorbereitungen ein Partnervertrag gemeinsam mit action medeor und SWAN unterzeichnet. Der langjährige nepalesische Partner SWAN war für die Ausführung der Baumaßnahmen vor Ort zuständig, so dass bis Ende März 2016 acht semipermanente Gesundheitsposten in den schwer betroffenen Distrikten Ghorka und Sindhupalchowk wieder aufgebaut werden konnten.
Das Projekt wurde durch einige unvorhersehbare Probleme behindert: Im Herbst 2015 legte die „Benzinkrise“ alle Aktivitäten für mehrere Monate lahm: Aufgrund der neuen Verfassung kam es, verstärkt an der Grenze zu Indien, zu Unruhen, Streiks und Blockaden. Dadurch gelang nur noch ein Bruchteil des täglichen Benzinbedarfs nach Nepal. Das wenige verfügbare Benzin wurde für den Personentransport genutzt, so dass keine Baumaterialien in die entlegenen Gebiete transportiert werden konnten.

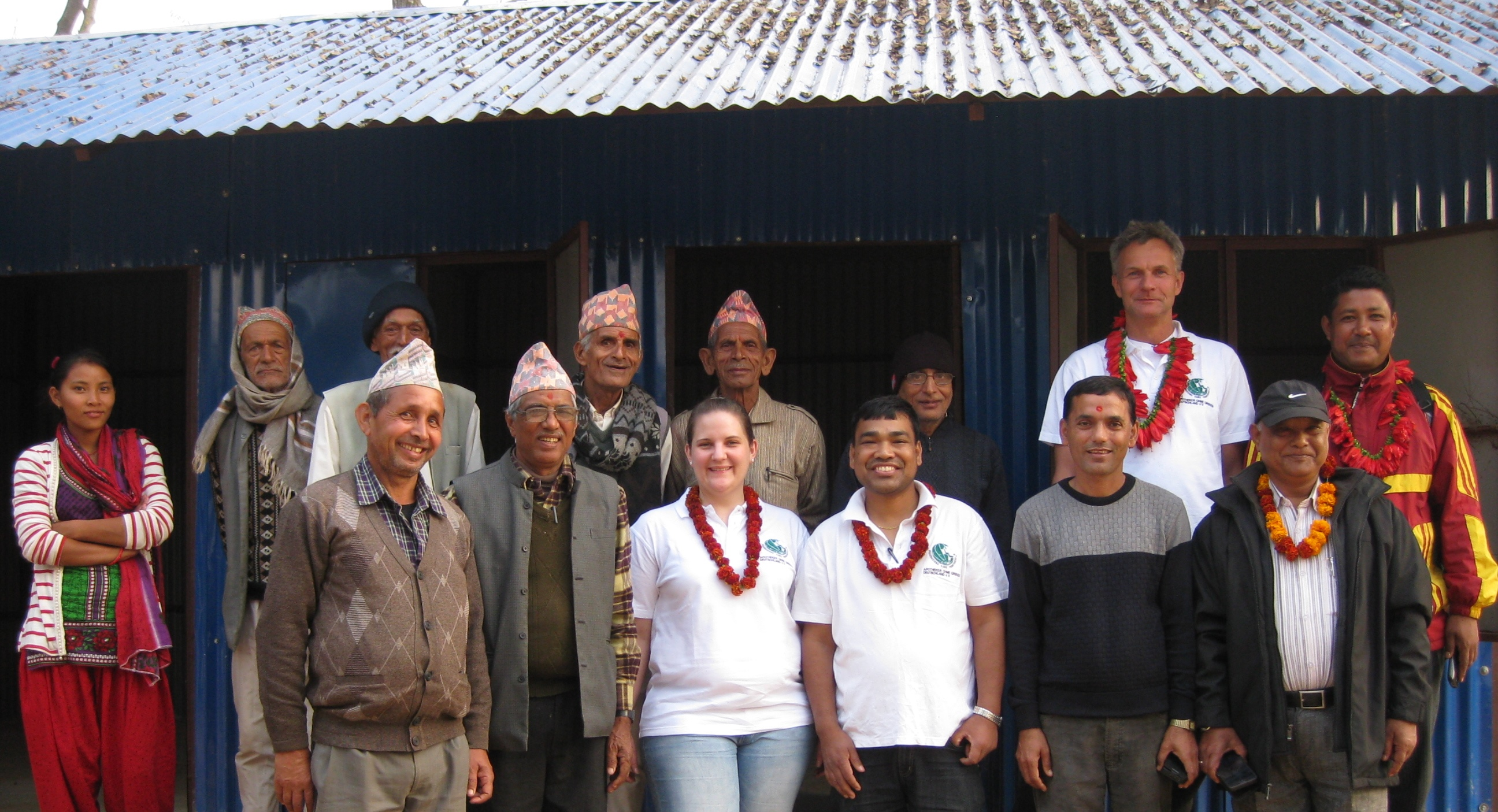
Übergabe-Zeremonie des Gesundheitspostens in Dhuwakot, Ghorka

Doch diese Unwägbarkeiten wurden gemeistert, so dass nun in Baruwa, Borlang, Ganku, Gunsakot, Jaubari/Dhaurapani, Ranchowk/Saurpani, Ratamata und Sera/Dhuwakot Gesundheitsposten mit erdbebensicherem Fundament, je drei Behandlungszimmern und Sanitäranlagen den Menschen vor Ort als erste Anlaufstelle im Krankheitsfall dienen.
Wichtig war AoG, dass die Gesundheitsposten mit Möbeln, medizinischem Zubehör und einem ersten Set an Medikamenten ausgestattet sind. Nach der Übergabe an das Dorf-Komitee konnten die ersten Patienten sofort behandelt werden.
Inzwischen arbeiten die nepalesische Wiederaufbaubehörde und das Gesundheitsministerium am langfristigen Wiederaufbau, der zentral über die Regierung gesteuert wird.

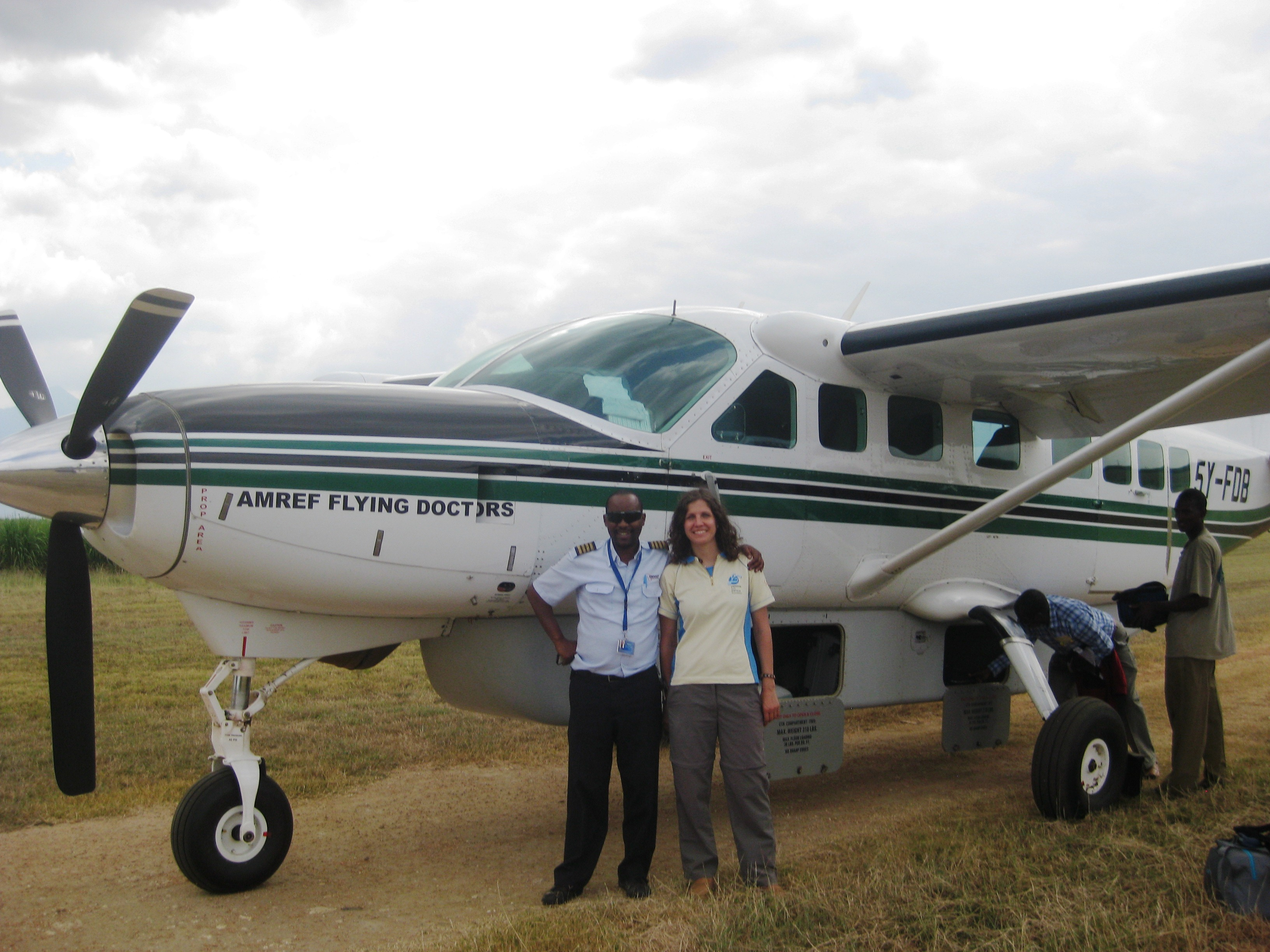
„Clinical Outreach Programm“ Kenia: Einige Gegenden sind ohne Flugzeug nur schwer zu erreichen.

### Kenia
Die staatliche Gesundheitsversorgung ist in vielen Teilen Kenias noch unzureichend. Es fehlt an geschultem Personal, Medikamenten und Materialien. Private Kliniken und Ärzte können sich die wenigsten Menschen leisten. Auch Arzneimittelfälschungen und Medikamente mit minderwertiger Qualität sind ein Problem.

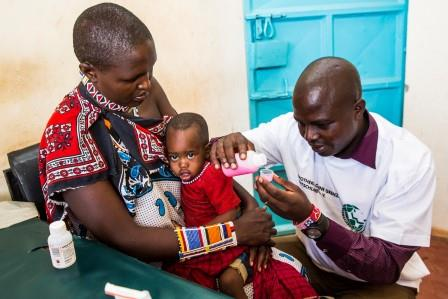
Health Center in Kenia

Seit 2011 ist die Organisation in Kenia aktiv. Gemeinsam mit dem lokalen Partner amref health africa haben sie die pharmazeutische Kompetenz des „clinical outreach programmes“ verbessert, bei dem von Nairobi aus mehr als 30 Kliniken in Kenia angeflogen und mit Medikamenten, medizinischem Fachwissen und Sachbedarf versorgt werden. Seit 2014 führt AoG zudem gemeinsam mit amref Schulungen für Mitarbeiter aus Krankenhausapotheken in Kenia durch, um sie im Lagermanagement und dem Umgang mit Arznei- und Hilfsmitteln zu schulen. So soll sichergestellt werden, dass die knappen Ressourcen bestmöglich genutzt werden. Bisher wurden 80 Mitarbeiter aus verschiedenen Kliniken geschult.
Als zweites Projekt in Kenia unterstützt die Organisation das Baraka-Gesundheitszentrum der German Doctors im Mathare Slum Valley. Hier werden gemeinsam mit den Apothekern sogenannte „standard operating procedures“ (SOPs) erarbeitet und Schulungen für das Klinikpersonal durchgeführt. Außerdem wird das von AoG entwickelte Warenwirtschaftssystem eingeführt.

### Philippinen
Seit November 2014 unterstützt die Organisation die regionalen Projekte der German Doctors auf den Philippinen hinsichtlich des Lagermanagements der Arzneimittel. 
Dazu gehört die Auswahl geeigneter, möglichst lokaler Großhändler, Schulungen der Apothekenmitarbeiter, sowie die Implementierung einer Lagermanagement-Software. Ziel ist es, Arzneimittel zuverlässig und in guter Qualität zu erhalten, Arzneimittelengpässe oder auch Überschüsse zu vermeiden, damit gespendete Gelder optimal eingesetzt werden. 
Auf Mindanao, der zweitgrößten Insel des Archipels, liegt der Fokus der pharmazeutischen Beratung auf zwei Apotheken zur Versorgung basismedizinischer Armenhospitäler in Valencia und Buda, sowie einer zentralen Apotheke in Cagayan de Oro. Diese Apotheken versorgen auch vier mobile Kliniken der German Doctors, die sogenannten „Rolling Clinics“. Sie bestehen aus einem Team deutscher Ärzte und einheimischen Gesundheitsmitarbeitern, die in entfernte ländliche Regionen ohne Gesundheitsinfrastruktur fahren, um dort bedürftige Kranke zu versorgen.
Weiter nördlich, in Cebu, betreut die Organisation ein Arzneimittellager zur Versorgung von Slum-Ambulanzen, in Manila das Arzneimittellager einer mobilen Klinik, die auf der benachbarten Insel Mindoro, Patienten fernab der Zivilisation medizinisch und pharmazeutisch versorgt. 

### Syrien (Bürgerkrieg)
Seit März 2011 herrscht in Syrien ein Bürgerkrieg mit verheerenden Folgen. Ende 2015 waren nach Angaben des UNHCR fast 12 Millionen Syrer in ihrem eigenen Land auf der Flucht und über 4 Millionen sind ins Ausland geflohen. Die Hilfsorganisation unterstützt seit Ende 2012 eine Poliklinik an der türkisch-syrischen Grenze regelmäßig mit pharmazeutischem Sachverstand und sachgerechten Arzneimittel- und Hilfsmittelspenden. Die Poliklinik von Najjar stellt eine kostenlose medizinische Hilfe für registrierte und nicht-registrierte Flüchtlinge nahe der Grenze sicher und ermöglicht durch Einbeziehung syrischer Mitarbeiter eine Behandlung ohne zusätzliche Sprachbarrieren. Die Mitarbeiter sind zum Teil selbst syrische Flüchtlinge und arbeiten dort ehrenamtlich. Neben der Unterstützung für die Poliklinik in Reyhanli, die mittlerweile nach Antakya umgezogen ist, gelang es AoG im Sommer 2013 zusammen mit dem Deutsch-Syrischen Verein Darmstadt, einen Transport von Arzneimitteln im Wert von 10.000 Euro, gespendet von der französischen Hilfsorganisation Tulipe, nach Aleppo zu organisieren. Die Arzneimittel gingen an Krankenhäuser im Zentrum von Aleppo.

### Tansania
Seit 2008 unterstützt der Verein den Arzneimittelbezug einer Krankenstation in Hanga, Tansania. In ihrem Einzugsgebiet leben über 20.000 Menschen.
In der Rangliste des Index der menschlichen Entwicklung stand Tansania 2014 auf Platz 151 von 188 untersuchten Ländern. Die Kindersterblichkeit ist sehr hoch, die Lebenserwartung liegt bei durchschnittlich 61 Jahren. Im Süden des Landes leben die Menschen auf dem Land von Rinderzucht, Ackerbau und Kleinviehhaltung. Die Erträge reichen für die eigene Ernährung, nicht aber für den Weiterverkauf. Finanzielle Mittel für Medikamente und Gesundheitsversorgung fehlen den meisten. Finanzielle Unterstützung allein reicht für die Verbesserung der Gesundheitsversorgung jedoch nicht aus. Wie fast überall in Afrika sind auch die Menschen und das medizinische Personal in Hanga mit Arzneimittelfälschungen konfrontiert.
Durch die Unterstützung des Vereins ist es möglich, den Arzneimittelbedarf in Daressalam bei der Niederlassung des Deutschen Medikamenten-Hilfswerks Action medeor zu bestellen. So können die Patienten mit sicheren Arzneimitteln behandelt werden. Der Verein prüft die Anforderungen von Deutschland aus und tragen die Hälfte der Kosten dieser Bestellungen.

## Auszeichnungen
- Erster Preis für AoG beim südamerikanischen Apothekerkongress FeFaS (2012)

Die Arbeit „Einhaltung der oralen Arzneimitteltherapie bei Diabetikern Typ II eines Armenviertels in An- bzw. Abwesenheit von Apothekern im Gesundheitsteam“ erhielt im Bereich „Atención Farmacéutica“, in dem 34 Poster vorgestellt wurden, zum zweiten Mal in Folge den Preis.
- Apotheken Award für soziales Engagement (2015)

Für die weltweite Hilfe für Menschen in Not, besonders für den Nothilfeeinsatz während des Erdbebens in Nepal, erhielt Apotheker ohne Grenzen und ihr Vorstandsvorsitzender Jochen Schreeck den Apotheken Award.
- Bundesverdienstkreuz für AoG-Mitglied (2016)

Mitglied Eva-Christine Trischler erhielt für ihr langjähriges ehrenamtliches Engagement als Apothekerin das Bundesverdienstkreuz persönlich überreicht von Bundespräsident Joachim Gauck.
- VISION.A Award Silber (2016)

Für das Projekt „Die Pille rollt“, initiiert von ehrenamtlichen Mitgliedern, wurde die Organisation unter 50 Unternehmen und Agenturen mit dem 2. Platz in der Kategorie „Nachhaltige Corporate Social Responsibility Initiativen“ ausgezeichnet.